# Arrondissement de Gien
L’arrondissement de Gien est un ancien arrondissement français du département du Loiret créé en 1800 et supprimé en 1926.

## Histoire
L'arrondissement de Gien créé en 1800 réunit les cantons de :
- Briare groupant les communes d'Adon, Batilly-en-Puisaye (autrefois parfois dénommée Batilly-sur-Loire), Bonny-sur-Loire, Breteau, Briare, La Bussière, Champoulet, Dammarie-en-Puisaye, Escrignelles, Faverelles, Feins-en-Gâtinais (anciennement dénommée Feins), Ousson-sur-Loire (anciennement dénommée Ousson), Ouzouer-sur-Trézée et Thou ;
- Châtillon-sur-Loire groupant les communes d'Autry-le-Châtel, Beaulieu-sur-Loire, Cernoy-en-Berry, Châtillon-sur-Loire, Pierrefitte-ès-Bois, Saint-Firmin-sur-Loire ;
- Gien groupant les communes de Boismorand, Les Choux, Coullons, Gien (incluant la commune associée d'Arrabloy), Langesse, Le Moulinet-sur-Solin, Nevoy, Poilly-lez-Gien, Saint-Brisson-sur-Loire, Saint-Gondon, Saint-Martin-sur-Ocre ;
- Ouzouer-sur-Loire groupant les communes de Bonnée, les Bordes, Bray-en-Val (anciennement dénommée Bray), Dampierre-en-Burly (anciennement dénommée Dampierre), Montereau, Ouzouer-sur-Loire et Saint-Benoît-sur-Loire ;
- Sully-sur-Loire groupant les communes de Cerdon, Guilly, Isdes, Lion-en-Sullias, Saint-Aignan-le-Jaillard, Saint-Florent, Saint-Père-sur-Loire (anciennement Saint-Père), Sully-sur-Loire, Viglain et Villemurlin.

Lors du redécoupage des arrondissements intervenu en 1926, l'arrondissement de Gien est supprimé. Les cantons d'Ouzouer-sur-Loire et Sully-sur-Loire sont rattachés à l'arrondissement d'Orléans et ceux de Briare, Châtillon-sur-Loire et Gien à l'arrondissement de Montargis.
Lors du nouveau découpage des arrondissements de 1942, la répartition des cantons de l'ancien arrondissement de Gien n'est pas modifiée.

## Sous-préfets
| Période           | Période           | Identité             | Fonction précédente                              | Observation                                                                                   |
| ----------------- | ----------------- | -------------------- | ------------------------------------------------ | --------------------------------------------------------------------------------------------- |
|                   |                   |                      |                                                  |                                                                                               |
| 26 juillet 1814   | 1er mars 1815     | Ferdinand de Waters  | Sous-préfet de Sarrebourg                        | Rejoint Louis XVIII à Gand aux Cent-Jours Nommé préfet de la Creuse à la Seconde Restauration |
|                   |                   |                      |                                                  |                                                                                               |
| 24 février 1819   | 12 novembre 1828  | Odon de Lestrade     | Sous-préfet de Rochechouart                      | Nommé préfet de la Lozère                                                                     |
|                   |                   |                      |                                                  |                                                                                               |
| 29 octobre 1840   | 22 mars 1841      | Édouard de Mentque   | Sous-préfet de Sarrebourg                        | Nommé sous-préfet de Boulogne-sur-Mer                                                         |
|                   |                   |                      |                                                  |                                                                                               |
| février 1848      | 5 décembre 1848   | Augustin Genty       |                                                  | Nommé conseiller de préfecture du Loiret                                                      |
|                   |                   |                      |                                                  |                                                                                               |
| 30 mai 1873       | 24 mai 1876       | Christophe Leroy     | Conseiller de préfecture de l'Eure               | Nommé sous-préfet de Pont-Audemer                                                             |
|                   |                   |                      |                                                  |                                                                                               |
| 15 janvier 1878   | 25 juillet 1878   | Georges Bès de Berc  | Sous-préfet de Marvejols                         | Nommé secrétaire général de la préfecture du Loiret                                           |
| 25 juillet 1878   | 12 janvier 1880   | Pierre Pandevant     |                                                  | Nommé sous-préfet de Montargis                                                                |
| 12 janvier 1880   | 16 janvier 1882   | Charles Boraud       | Sous-préfet de Châteaubriant                     | Démissionne                                                                                   |
| 26 janvier 1882   | 9 juillet 1890    | Georges Thibonneau   | Conseiller de préfecture du Loiret               | Nommé secrétaire général de la préfecture de l'Aube                                           |
| 9 juillet 1890    | 17 mars 1893      | Charles Rosapelly    | Sous-préfet de Baume-les-Dames                   | Nommé secrétaire général de la préfecture du Calvados                                         |
| 10 janvier 1893   | 13 septembre 1897 | Raymond Le bourdon   | Conseiller de préfecture du Loiret               | Nommé sous-préfet de Dinan                                                                    |
| 13 septembre 1897 | 19 juillet 1898   | André Perreymond     | Sous-préfet de Châteaubriant                     | Nommé sous-préfet de Château-Chinon                                                           |
| 19 juillet 1898   | 16 novembre 1901  | Émile Adam           | Sous-préfet d'Arcis-sur-Aube en 1897             | Nommé secrétaire général de la préfecture de Saône-et-Loire                                   |
| 16 novembre 1901  | 2 février 1905    | Camille Vauzy        | Secrétaire général de la préfecture de l'Indre   | Nommé sous-préfet de Montargis                                                                |
| 2 février 1905    | 7 février 1905    | Marie-Jules Grosjean | Conseiller de préfecture de la Haute-Savoie      | Nommé sous-préfet d'Issoire                                                                   |
| 7 février 1905    | 3 août 1907       | Charles Mancel       | Conseiller de préfecture du Loiret               | Nommé sous-préfet de Romorantin                                                               |
| 3 août 1907       | 10 juin 1909      | Georges Lacouloumère | Sous-préfet de Château-Thierry                   | Appelé à d'autres fonctions                                                                   |
| 10 juin 1909      | 11 juillet 1909   | Pierre Lacombe       | Sous-préfet d'Orthez                             | Non installé. Nommé sous-préfet de Lunéville                                                  |
| 11 juillet 1909   | 23 mai 1911       | Paul Bourdeix        | Secrétaire général de la préfecture de la Sarthe | Nommé sous-préfet de Gaillac                                                                  |
| 23 mai 1911       | 20 octobre 1911   | Léon Renault         | Sous-préfet de Gaillac                           | Nommé sous-préfet de Thonon                                                                   |
| 20 octobre 1911   | 5 décembre 1917   | Serge Gas            | Sous-préfet de Saint-Yrieix                      | Nommé chef de cabinet du président du Conseil et ministre de la Guerre                        |
| 5 décembre 1917   | 11 janvier 1918   | Auguste Bertin       | Sous-préfet des Andelys                          | Nommé sous-préfet d'Aix                                                                       |
| 11 janvier 1918   | 11 janvier 1918   | Jean Laban           | Mobilisé                                         | Non installé, maintenu sous les drapeaux                                                      |
| 11 janvier 1918   | 22 septembre 1926 | Gaston Chauvineau    | Sous-préfet de Montmorillon                      | Rattaché à la préfecture du Loiret à la fermeture de la sous-préfecture                       |

## Galerie

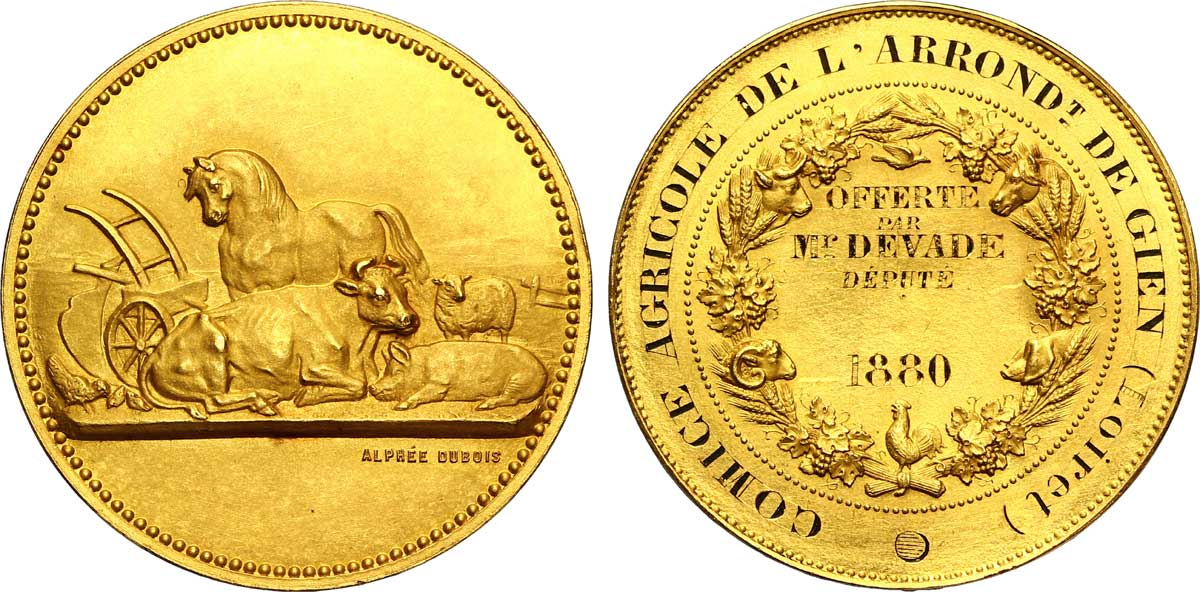
Jeton du comice agricole de l’arrondissement de Gien (1880).